# P.P. Pinstrup
Peder Pedersen Pinstrup (14. december 1861 på Godensgård ved Nibe – 30. juni 1934 sammesteds) var en dansk gårdejer og politiker. Han var den anden præsident for Landbrugsraadet. Hans søn Hans Pinstrup blev også politiker og formand for Landbrugsraadet.
Han var søn af gårdejer Peder Pinstrup (1828-1889) og hustru Dorthe Kirstine f. Sørensen (1834-1913), gik på Nibe Realskole til 1875, Sønderholm Højskole 1878-79, Faurbogaard Landbrugsskole 1883-84 og Askov Højskole 1886-87. Han var ejer af en gård i Binderup 1888-96 og af sin fødegård fra 1896. Formand for Nibekredsens Venstreforening 1890, repræsentant i Agrarforeningen 1893-1902, sognerådsmedlem fra 1897, blev som den første bonde formand for Aalborg Amts Landboforening fra 1902 til 1923, næstformand i Foreningen af jydske Landboforeninger 1913, formand fra 1918 til 1930. Fra 1919 var han formand for De samvirkende danske Landboforeninger og blev Landbrugsraadets anden leder, 1920-33, efter Thomas Madsen-Mygdal. 
Han var til at begynde med tilhænger af Christen Berg, sluttede sig først til Venstrereformpartiet, senere til partiet Venstre, stod Aalborg Amtstidende nær og hævdede sig altid som politisk bondefører med særlig tilslutning fra nordjyder. Pinstrup var folketingsmand for Kertemindekredsen 1903-09, hvor han slog sin politiske modstander Lars Christiansen, og Venstrereformpartiets kandidat i Nørre Sundbykredsen 1909, hvor han stillede op som tilhænger af J.C. Christensens forsvarspolitik, men tabte kredsen til Jens Jensen-Sønderup. I 1910 kom han tilbage på tinge, valgt i Sæbykredsen, hvor han sad til 1932. Pinstrup var afgørende præget af højskoleopholdene og grundtvigianismen samt af 1890'ernes landbrugskrise. Han udviklede sig til en bondepolitiker, der betonede de modsætninger, der bestod mellem samfundets forskellige grupper, i stedet for at prioritere folkefællesskabet.
Han blev en indflydelsesrig politiker på Rigsdagen. Tit vakte han opsigt ved polemiske taler med skarpe udfald til forskellige sider, fx da han i Folketinget 28. oktober 1907 rettede et kraftigt angreb mod den "franske kultur", der efter hans opfattelse prægede livet i hovedstaden, og over for hvilken han fremhævede "bondekulturen" som den egentlige danske kultur. Han afskyede den kulturradikale strømning fra Georg Brandes og var modstander af at give statsunderstøttede til forfattere som Thit Jensen og Harald Bergstedt.
Altid var hans fokus på sit erhvervs økonomiske interesser. Under 1. verdenskrig bekæmpede han maksimalpriserne og stillede efter krigen kravet om mere industribeskyttelse. Han var medlem af Transportnævnet af 1917, af Ernæringsrådet af 1917, af Hudenævnet af 1918, af Traktatkommissionen af 1919 og af Folketingets Finansudvalg 1920-24. Han var medlem af Militærkommissionen af 1918, af Næringslovkommissionen af 1921 og blev statsrevisor fra 1928.
Han blev Ridder af Dannebrog 1922 (?) og Dannebrogsmand 1930 og var medlem af bankrådet for Nibe og Oplands Bank 1910. Han var medlem af bestyrelsen for De Hjemløses Venner til 1909.
Han blev gift 2. juni 1888 i Farsø med Mette Marie Sørine f. Sørensen (13. august 1867 i Bjørnsholm Sogn – ?), datter af gårdejer Hans Sørensen (1836-1927) og Dorthea Cathrine Larsen (1841-1902). Han er begravet på slægtsgårdens mark.
Der er rejst en mindesten efter tegning af Elias Ølsgaard ved Godensgård 1937 og på Dannerhøj 1935 med portrætmedaljon af samme. Han er desuden portrætteret på Oscar Matthiesens maleri af Den grundlovgivende Rigsdag 1915 (1923, Christiansborg).